# Theresa Luke
Pour les articles homonymes, voir Luke.
Theresa Anne Luke est une rameuse canadienne née le 20 février 1967 à Vancouver.

## Biographie
Theresa Luke remporte aux Jeux olympiques d'été de 1996 à Atlanta la médaille d'argent en huit avec Heather McDermid, Tosha Tsang, Maria Maunder, Alison Korn, Anna Van der Kamp, Jessica Monroe, Emma Robinson et Lesley Thompson-Willie. En 2000, elle est médaillée de bronze en huit avec Heather McDermid, Laryssa Biesenthal, Alison Korn, Emma Robinson, Heather Davis, Dorota Urbaniak, Lesley Thompson-Willie et Buffy Alexander-Williams, et se classe quatrième en deux sans barreur avec Emma Robinson.

## Palmarès

### Jeux olympiques
- Jeux olympiques d'été de 1996  à Atlanta
  -  Médaille d'argent en huit

- Jeux olympiques d'été de 2000 à Sydney
  -  Médaille de bronze en huit

### Championnats du monde
- Championnats du monde d'aviron 1999 à Saint Catharines
  -  Médaille d'or en deux sans barreur
  -  Médaille de bronze en huit